# Jean-Pierre Naugrette
Pour les articles homonymes, voir Naugrette.
Jean-Pierre Naugrette (né le 7 juillet 1955 à Versailles) est un universitaire, romancier et traducteur français.

## Biographie
Ancien élève de l'École normale supérieure (L1975), professeur de littérature anglaise à l'Institut du monde anglophone (Université Sorbonne Nouvelle - Paris 3), il a codirigé un colloque international de Cerisy avec Gilles Menegaldo. 
Il est spécialiste d'Arthur Conan Doyle et de Robert Louis Stevenson, et aussi traducteur. Il a traduit Le Chien des Baskerville de Conan Doyle (La Bibliothèque Gallimard), L'Étrange Cas du docteur Jekyll et de M. Hyde, Le Maître de Ballantrae et Le Creux de la vague de Stevenson, de même que des classiques des littératures britannique et américaine, dont Les Contes de la véranda d'Herman Melville, Un sourire de la fortune de Joseph Conrad (2010), Kerfol et autres histoires de fantômes d'Edith Wharton (Le Livre de poche, 2011).
Il a publié cinq romans et un recueil de nouvelles, Retour à Walker Alpha (Le Visage vert, 2011). Son dernier livre, Edward Hopper, Rapsodie en bleu,  met en scène, outre le peintre et sa femme, Francis Scott Fitzgerald, John Dos Passos et Hemingway.
Il est membre du comité de rédaction de la Revue des deux Mondes.

## Œuvres

### Romans
- Le Crime étrange de Mr Hyde (Actes Sud-Babel, 1998)[3]
- Les Hommes de cire (Climats, 2002)[4],[5]
- Les Variations Enigma (Terre de Brume, 2006), où se croisent les univers littéraires de Robert Louis Stevenson et d’Arthur Conan Doyle
- Exit Vienna (le Visage Vert, 2012)
- Edward Hopper, Rhapsodie en bleu (Nouvelles éditions Scala, 2012)[6]

### Essai
- Robert Louis Stevenson, l'aventure et son double (Presses de l'ENS, 1987)
- Lectures aventureuses (éditions de l'espace européen, 1991)
- R. L. Stevenson & A. Conan Doyle : aventures de la fiction (Rennes, Terre de Brume, 2003).
- Sa Majesté des Mouches de William Golding (éditions Gallimard, coll. « Foliothèque », 1993)